# تیم ملی والیبال زنان باربادوس
تیم ملی والیبال زنان باربادوس تیم ملی والیبال زنان کشور باربادوس است.